# 米勒頓 (紐約州)
米勒頓（英語：Millerton）是位於美國紐約州達奇斯縣的村。

## 人口
根據2020年美國人口普查的數據，米勒頓的面積為1.60平方千米，皆為陸地。當地共有人口903人，而人口密度為每平方千米564人。